# Ladies Linz
Ladies Linz – kobiecy turniej tenisowy kategorii WTA 500 zaliczany do cyklu WTA Tour. Rozgrywany na kortach twardych w hali w austriackim Linzu w latach 1987–2021 i ponownie od 2023.

## Mecze finałowe

### gra pojedyncza
| Rok         | Zwyciężczyni             | Finalistka               | Wynik               |
| 2025        | Jekatierina Aleksandrowa | Dajana Jastremśka        | 6:2, 3:6, 7:5       |
| 2024        | Jeļena Ostapenko         | Jekatierina Aleksandrowa | 6:2, 6:3            |
| ↑ WTA 500 ↑ |                          |                          |                     |
| 2023        | Anastasija Potapowa      | Petra Martić             | 6:3, 6:1            |
| 2021        | Alison Riske             | Jaqueline Cristian       | 2:6, 6:2, 7:5       |
| 2020        | Aryna Sabalenka          | Elise Mertens            | 7:5, 6:2            |
| 2019        | Coco Gauff               | Jeļena Ostapenko         | 6:3, 1:6, 6:2       |
| 2018        | Camila Giorgi            | Jekatierina Aleksandrowa | 6:3, 6:1            |
| 2017        | Barbora Strýcová         | Magdaléna Rybáriková     | 6:4, 6:1            |
| 2016        | Dominika Cibulková       | Viktorija Golubic        | 6:3, 7:5            |
| 2015        | Anastasija Pawluczenkowa | Anna-Lena Friedsam       | 6:4, 6:3            |
| 2014        | Karolína Plíšková        | Camila Giorgi            | 6:7(4), 6:3, 7:6(4) |
| 2013        | Angelique Kerber         | Ana Ivanović             | 6:4, 7:6(6)         |
| 2012        | Wiktoryja Azaranka       | Julia Görges             | 6:3, 6:4            |
| 2011        | Petra Kvitová            | Dominika Cibulková       | 6:4, 6:1            |
| 2010        | Ana Ivanović             | Patty Schnyder           | 6:1, 6:2            |
| 2009        | Yanina Wickmayer         | Petra Kvitová            | 6:3, 6:4            |
| 2008        | Ana Ivanović             | Wiera Zwonariowa         | 6:2, 6:1            |
| 2007        | Daniela Hantuchová       | Patty Schnyder           | 6:4, 6:2            |
| 2006        | Marija Szarapowa         | Nadieżda Pietrowa        | 7:5, 6:2            |
| 2005        | Nadieżda Pietrowa        | Patty Schnyder           | 4:6, 6:3, 6:1       |
| 2004        | Amélie Mauresmo          | Jelena Bowina            | 6:2, 6:0            |
| 2003        | Ai Sugiyama              | Nadieżda Pietrowa        | 7:5, 6:4            |
| 2002        | Justine Henin-Hardenne   | Alexandra Stevenson      | 6:3, 6:0            |
| 2001        | Lindsay Davenport        | Jelena Dokić             | 6:4, 6:1            |
| 2000        | Lindsay Davenport        | Venus Williams           | 6:4, 3:6, 6:2       |
| 1999        | Mary Pierce              | Sandrine Testud          | 7:6(2), 6:1         |
| 1998        | Jana Novotná             | Dominique Van Roost      | 6:1, 7:6(2)         |
| 1997        | Chanda Rubin             | Karina Habšudová         | 6:4, 6:2            |
| 1996        | Sabine Appelmans         | Julie Halard-Decugis     | 6:2, 6:4            |
| 1995        | Jana Novotná             | Barbara Rittner          | 6:7(6), 6:3, 6:4    |
| 1994        | Sabine Appelmans         | Meike Babel              | 6:1, 4:6, 7:6(3)    |
| 1993        | Manuela Maleewa          | Conchita Martínez        | 6:2, 1:0 krecz      |
| 1991        | Manuela Maleewa          | Petra Langrová           | 6:4, 7:6(1)         |

### gra podwójna
| Rok         | Zwyciężczynie                              | Finalistki                               | Wynik           |
| 2025        | Tímea Babos Luisa Stefani                  | Ludmyła Kiczenok Nadija Kiczenok         | 3:6, 7:5, 10:4  |
| 2024        | Sara Errani Jasmine Paolini                | Nicole Melichar-Martinez Ellen Perez     | 7:5, 4:6, 10:7  |
| ↑ WTA 500 ↑ |                                            |                                          |                 |
| 2023        | Nateła Dzałamidze Viktória Kužmová         | Anna-Lena Friedsam Nadija Kiczenok       | 4:6, 7:5, 12–10 |
| 2021        | Nateła Dzałamidze Kamilla Rachimowa        | Wang Xinyu Zheng Saisai                  | 6:4, 6:2        |
| 2020        | Arantxa Rus Tamara Zidanšek                | Lucie Hradecká Kateřina Siniaková        | 6:3, 6:4        |
| 2019        | Barbora Krejčíková Kateřina Siniaková      | Barbara Haas Xenia Knoll                 | 6:4, 6:3        |
| 2018        | Kirsten Flipkens Johanna Larsson           | Raquel Atawo Anna-Lena Grönefeld         | 4:6, 6:4, 10–5  |
| 2017        | Kiki Bertens Johanna Larsson               | Nateła Dzałamidze Xenia Knoll            | 3:6, 6:3, 10–4  |
| 2016        | Kiki Bertens Johanna Larsson               | Anna-Lena Grönefeld Květa Peschke        | 4:6, 6:2, 10–7  |
| 2015        | Raquel Kops-Jones Abigail Spears           | Andrea Hlaváčková Lucie Hradecká         | 6:3, 7:5        |
| 2014        | Raluca Olaru Ana Tatiszwili                | Annika Beck Caroline Garcia              | 6:2, 6:1        |
| 2013        | Karolína Plíšková Kristýna Plíšková        | Gabriela Dabrowski Alicja Rosolska       | 7:6(6), 6:4     |
| 2012        | Anna-Lena Grönefeld Květa Peschke          | Julia Görges Barbora Záhlavová-Strýcová  | 6:3, 6:4        |
| 2011        | Marina Erakovic Jelena Wiesnina            | Julia Görges Anna-Lena Grönefeld         | 7:5, 6:1        |
| 2010        | Renata Voráčová Barbora Záhlavová-Strýcová | Květa Peschke Katarina Srebotnik         | 7:5, 7:6(6)     |
| 2009        | Anna-Lena Grönefeld Katarina Srebotnik     | Klaudia Jans Alicja Rosolska             | 6:1, 6:4        |
| 2008        | Katarina Srebotnik Ai Sugiyama             | Cara Black Liezel Huber                  | 6:4, 7:5        |
| 2007        | Cara Black Liezel Huber                    | Katarina Srebotnik Ai Sugiyama           | 6:2, 3:6, 10–8  |
| 2006        | Lisa Raymond Samantha Stosur               | Anna Czakwetadze Jelena Wiesnina         | 6:3, 6:0        |
| 2005        | Gisela Dulko Květa Peschke                 | Conchita Martínez Virginia Ruano Pascual | 6:2, 6:3        |
| 2004        | Janette Husárová Jelena Lichowcewa         | Nathalie Dechy Patty Schnyder            | 6:2, 7:5        |
| 2003        | Ai Sugiyama Liezel Huber                   | Silvia Farina Elia Marion Bartoli        | 6:1, 7:6(6)     |
| 2002        | Jelena Dokić Nadieżda Pietrowa             | Rika Fujiwara Ai Sugiyama                | 6:3, 6:2        |
| 2001        | Jelena Dokić Nadieżda Pietrowa             | Els Callens Chanda Rubin                 | 6:1, 6:4        |
| 2000        | Amélie Mauresmo Chanda Rubin               | Ai Sugiyama Nathalie Tauziat             | 6:4, 6:4        |
| 1999        | Caroline Vis Irina Spîrlea                 | Tina Križan Łarysa Neiland               | 6:4, 6:3        |
| 1998        | Nathalie Tauziat Alexandra Fusai           | Anna Kurnikowa Łarysa Neiland            | 6:3, 3:6, 6:4   |
| 1997        | Alexandra Fusai Nathalie Tauziat           | Eva Melicharová Helena Vildová           | 4:6, 6:3, 6:1   |
| 1996        | Manon Bollegraf Meredith McGrath           | Helena Suková Rennae Stubbs              | 6:4, 6:4        |
| 1995        | Nathalie Tauziat Meredith McGrath          | Iva Majoli Petra Schwarz                 | 6:1, 6:2        |
| 1994        | Jewgienija Maniokowa Leila Meschi          | Åsa Svensson Caroline Schneider          | 6:2, 6:2        |
| 1993        | Jewgienija Maniokowa Leila Meschi          | Conchita Martínez Judith Wiesner         | walkower        |
| 1992        | Monique Kiene Miriam Oremans               | Claudia Porwik Raffaella Reggi           | 6:4, 6:2        |
| 1991        | Manuela Maleewa Raffaela Reggi             | Radka Zrubaková Petra Langrová           | 6:4, 1:6, 6:3   |